# Allen Gregory
Allen Gregory est une série télévisée américaine d'animation en sept épisodes de 23 minutes, créée par Jonah Hill et diffusée entre le 30 octobre 2011 et le 18 décembre 2011 sur le réseau Fox et en simultané au Canada sur le réseau Global.
Cette série inédite dans tous les pays francophones.
La série a officiellement été annulée le 8 janvier 2012 à la suite de très nombreuses revues négatives.

## Synopsis
La série suit Allen Gregory DeLongpre, un enfant précoce de sept ans, élevé par son père Richard et le compagnon de ce dernier, Jeremy.

## Distribution des voix
- Jonah Hill : Allen Gregory DeLongpre
- French Stewart : Richard
- Nat Faxon : Jeremy
- Joy Osmanski : Julie

## Épisodes
| N° | Titre original      | Réalisation      | Scénario                                | 1re diffusion    | Code de production | Audiences (en M.) |
| -- | ------------------- | ---------------- | --------------------------------------- | ---------------- | ------------------ | ----------------- |
| 1  | Pilot               | Bernard Derriman | Jonah Hill, Andrew Mogel et Jarrad Paul | 30 octobre 2011  | 101                | 4,77              |
| 2  | 1 Night in Gottlieb | Colin Heck       | Michael Colton et John Aboud            | 6 novembre 2011  | 102                | 4,31              |
| 3  | Gay School Dance    | Tyree Dillihay   | Jonah Hill, Andrew Mogel et Jarrad Paul | 13 novembre 2011 | 103                | 4,24              |
| 4  | Interracial McAdams | Bernard Derriman | Hayes Davenport                         | 20 novembre 2011 | 104                | 3,97              |
| 5  | Full Blown Maids    | Wes Archer       | Guy Endore Kaiser                       | 27 novembre 2011 | 105                | 3,18              |
| 6  | Mom Sizemore        | Jennifer Coyle   | Sean Clements et Dominic Dierkes        | 4 décembre 2011  | 106                | 5,21              |
| 7  | Van Moon Rising     | Tyree Dillihay   | Gene Hong                               | 18 décembre 2011 | 107                | 3,32              |